# Sune
Sune er et drengenavn, der stammer fra det oldnordiske "sun", der betyder "søn". Navnet bæres af over 3.000 danskere ifølge Danmarks Statistik.

## Kendte personer med navnet
- Sune Ebbesen, dansk godsejer.
- Sune Berg Hansen, dansk skakspiller.
- Sune Lund-Sørensen, dansk filminstruktør.
- Sune Rose Wagner, dansk rockmusiker i The Raveonettes.

## Navnet anvendt i fiktion
- Sunes familie er en dansk film fra 1997 instrueret af Hans Kristensen.